# Agathotoma apocrypha
Agathotoma apocrypha é uma espécie de gastrópode do gênero Agathotoma, pertencente a família Mangeliidae.